# راي كارفر
راي كارفر (بالإنجليزية: Ray Carver)‏ هو لاعب دارت أمريكي، (ولد في بالتيمور في الولايات المتحدة 1973  م).

## وصلات خارجية
- راي كارفر على موقع DartsDatabase.co.uk (الإنجليزية)